# Siegfried Laske
Pour les articles homonymes, voir Laske.
Siegfried Alfonso Laske Rosas (Lima, 6 février 1931 - Paris, 6 décembre 2012) est un peintre péruvien. 

## Biographie
Fils d'un migrant allemand et d'une péruvienne originaire de Huacho, Siegfried Laske grandit dans le district de Miraflores, à Lima. Il fait ses études au collège Champagnat avec Julio Ramón Ribeyro et Emilio Rodriguez Larraín, et suit de façon précoce, les cours de l'École des Beaux Arts de Lima. En plus de s'imprégner des controverses locales autour de l'abstraction et de l'indigénisme en peinture, il se forme aux différentes techniques classiques. 
Après deux séjours en Argentine et au Brésil, et une première exposition à Lima en 1951, il obtient une bourse d'études pour poursuivre sa formation artistique en Italie, où il se rend en 1955 et découvre l'œuvre de peintres européens comme Paul Cézanne, Picasso, Henri Matisse et Paul Klee qui vont influencer sa peinture, notamment dans son rapport à la couleur. En 1956, il s'installe définitivement à Paris. 
Marqué par un fort engagement politique de gauche, il côtoie en France de nombreux artistes et intellectuels de sa génération qui, comme lui, viennent du Pérou attirés par l’Europe: Alfredo Ruiz Rosas, Julio Ramón Ribeyro, Jorge Piqueras, Michel Grau, les frères Fernando Vega et Herman Braun-Vega, Luis Loayza et autres. À partir des années 1970, sa production artistique rencontre le succès sur le marché de l'art italien. Ce succès se prolonge au Pérou durant la décennie suivante, où il cumule les expositions au sein d'institutions prestigieuses. L'instabilité politique des années 1990 avec le Sentier lumineux et le gouvernement d'Alberto Fujimori, comme l'essor de l'art contemporain, tendent néanmoins à limiter sa présence et provoquent son repli en France. En juin 2014, l'institut culturel péruvien Nord-américain (ICPNA) organise une exposition rétrospective de son œuvre. 

## Style
Laske se distingue par sa maîtrise de la technique du craquelé, un procédé spécifique de préparation de la toile .  
Selon les critiques Jorge Villacorta et Luis Eduardo Wuffarden: « La Première chose qui surprend en revisitant l'itinéraire professionnel de Laske est sa constante fluctuation au cours du temps. L'artiste évolue depuis une figuration à la thématique sociale vers une abstraction pure mais chargée de significations et, de là, aux paysages sud-américains ou méditerranéens, pour retourner à une matrice non figurative qui, à son tour, ouvre la voie à de nouvelles formes de représentation. Tous ces changements constituent, pourtant, des moments divers dans l'évolution d'un même et cohérent regard ». 

## Principales expositions
- 1951 : Cinq jeunes peintres (Siegfried Laske, Herman Braun, Fernando Vega, Michel Grau, Alejandro Romualdo), Municipalité de Miraflores, Lima (Pérou)[7].
- 1955 : Première exposition individuelle dans La Galerie de Lima (Pérou).
- 1959 : Institut d'art contemporain (IAC), Lima (Pérou).
- 1963 : Galerie Lorenzelli, Bergame (Italie).
- 1964 : Institut d'Art Contemporain (IAC), Lima (Pérou).
- 1966 : Galerie Lorenzelli, Bergame, (Italie).
- 1967 : Trois peintres péruviens, Galerie Latino-américaine de la Maison des Amériques, La Havane (Cuba).
- 1968 : Galerie Moncloa, Lima (Pérou).
- 1970 : Galerie Lorenzelli, Bergame (Italie).
- 1973 : Salon de mai, Paris (France).
- 1974 : Salon de mai, Paris (France).
- 1975 : Galerie Lorenzelli, Bergame (Italie).
- 1976 : Galerie Lorenzelli, Bergame (Italie).
- 1978 : Galerie Ivonne Briceño, Lima (Pérou).
- 1982 : Galerie Trilce, Lima (Pérou).
- 1984 : Rétrospective, Salle d'Art Petroperú (Lima).
- 1988 : Galerie Trilce, Lima (Pérou).
- 1991 : Centre Culturel de la Municipalité de Miraflores, Lima (Pérou).